# Адорно (род)
Адорно (итал. Adorno) — генуэзское семейство, которое разбогатело в XIV веке на коммерческих операциях; семь членов были генуэзским дожами; представляла партию гибеллинов.

Герб рода Адорно

- Габриэле Адорно (Gabriele Adorno: дож 1363—1370)— генуэзский дож с 1363 года; с этого времени до 1528 года семья Адорно, стараясь удержать за собой верховную власть, вела беспрерывную борьбу с семьёй Фрегозо, терзала Геную бесконечными междоусобицами, подвергала её игу чужестранцев и проливала потоки крови ради собственных выгод.[1]
- Антониотто Адорно (Antoniotto Adorno; 1378: отказался от поста в день назначения; повторно: 1384—1390; в третий раз: 1391—1392; в четвертый раз: 1394—1396) — избирался дожем 4 раза; убедил своих сограждан отдаться под покровительство французского короля Карла VI.[2]
- Джоржо Адорно (Giorgio Adorno; дож 1413—1415).
- Раффаэле Адорно (Raffaele Adorno; дож 1443—1447)
- Барнаба Адорно (Barnaba Adorno; дож 1447—1447)
- Просперо Адорно (Prospero Adorno; ум. 1486) — избран дожем в 1461; изгнал из Генуи семейство Сфорца, завладевшего этим городом.[2]
- Антониотто II Адорно (Antoniotto Adorno) — последний дож из этой семьи, вернее губернатор при внешнем управлении Людовика XII, короля Франции (1513—1513).[1]

Андреа Дориа освободил Геную от бедствий, истребив терзавшие республику партии 12 сентября 1528 года; имена Адорни и Фрегози были навсегда уничтожены.